# 소피야 벨리카야
소피야 알렉산드로브나 벨리카야(러시아어: Со́фья Алекса́ндровна Вели́кая, 1985년 6월 8일~)는 러시아의 펜싱 선수로 주 종목은 사브르이다. 첫 올림픽인 2008년 하계 올림픽에서 리베카 워드에게 동메달 결정전에서 1점차로 패하며 4위로 대회를 마감하였다. 2011년 세계 선수권 대회 개인전에서는 올림픽을 2연패한 매리얼 재거니스를 결승전에서 꺾고 우승하였다. 1년 후 런던에서 열린 2012년 하계 올림픽에 참가하였다. 이 대회 개인전 준결승전에서 올하 하를란을 이기고 결승에 올랐으나 대한민국의 김지연에 패하며 준우승을 거두었다.

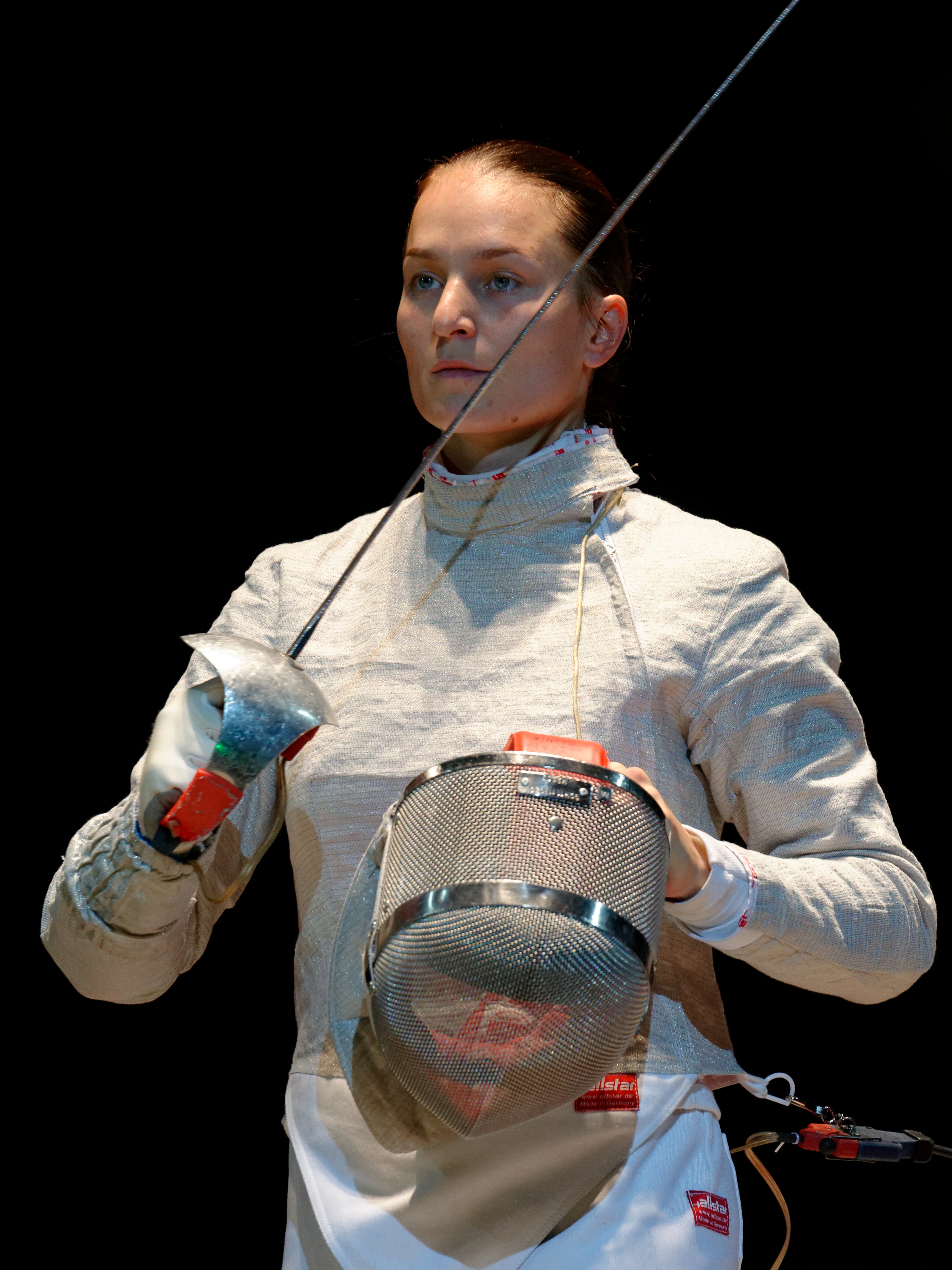
2014년 유럽 선수권 대회 당시의 벨리카야

## 개인사
모스크바 주립 체육문화 대학교를 졸업했다.